# Hellboy (film)
Hellboy je americký fantasy film z roku 2004, natočený na motivy komiksů o superhrdinovi Hellboyovi. Režíroval jej Guillermo del Toro. Film se natáčel v Praze. Hlavní zápornou roli hraje Karel Roden, z českých herců vystupuje ještě Ladislav Beran.

## Obsazení
- Ron Perlman - Hellboy
- Selma Blairová - Liz Shermanová
- Ladislav Beran - Kroenen
- Doug Jones - Abe Sapien
- John Hurt - Profesor Trevor Bruttenholm
- Rupert Evans - John Myers
- Karel Roden - Grigori Rasputin
- Jeffrey Tambor - Tom Manning